# Coppa del Mondo di sci di fondo 1995
La Coppa del Mondo di sci di fondo 1995 fu la quattordicesima edizione della manifestazione organizzata dalla Federazione Internazionale Sci; ebbe inizio a Kiruna, in Svezia, e si concluse a Sapporo, in Giappone. Nel corso della stagione si tennero a Thunder Bay i Campionati mondiali di sci nordico 1995, validi ai fini della Coppa del Mondo, il cui calendario non contemplò dunque interruzioni.
La stagione maschile ebbe inizio il 27 novembre 1994 e si concluse il 25 marzo 1995. Furono disputate 15 gare individuali (8 a tecnica classica, 6 a tecnica libera, 1 a inseguimento) e 7 staffette, in 11 diverse località. Il norvegese Bjørn Dæhlie si aggiudicò la coppa di cristallo, il trofeo assegnato al vincitore della classifica generale. Non vennero stilate classifiche di specialità; Vladimir Smirnov era il detentore uscente della Coppa generale.
La stagione femminile ebbe inizio il 27 novembre 1994 e si concluse il 26 marzo 1995. Furono disputate 15 gare individuali (8 a tecnica classica, 6 a tecnica libera, 1 a inseguimento) e 7 staffette, in 11 diverse località. La russa Elena Välbe si aggiudicò la coppa di cristallo. Non vennero stilate classifiche di specialità; Manuela Di Centa era la detentrice uscente della Coppa generale.

## Uomini

### Risultati
| Data                                    | Località             | Nazione   | Spec.       | Primo                                                                     | Secondo                                                                    | Terzo                                                                     |
| --------------------------------------- | -------------------- | --------- | ----------- | ------------------------------------------------------------------------- | -------------------------------------------------------------------------- | ------------------------------------------------------------------------- |
| 27 novembre 1994                        | Kiruna               | Svezia    | 10 km TC    | Bjørn Dæhlie                                                              | Vladimir Smirnov                                                           | Kristen Skjeldal                                                          |
| 14 dicembre 1994                        | Tauplitzalm          | Austria   | 15 km TC    | Aleksej Prokurorov                                                        | Bjørn Dæhlie                                                               | Niklas Jonsson                                                            |
| 17 dicembre 1994                        | Sappada              | Italia    | 15 km TL    | Bjørn Dæhlie                                                              | Silvio Fauner                                                              | Jari Isometsä                                                             |
| 18 dicembre 1994                        | Sappada              | Italia    | 4x10 km TL  | Norvegia I Egil Kristiansen Kristen Skjeldal Bjørn Dæhlie Thomas Alsgaard | Finlandia Sami Repo Jukka Hartonen Jari Isometsä Mika Myllylä              | Svezia Morgan Göransson Torgny Mogren Christer Majbäck Henrik Forsberg    |
| 20 dicembre 1994                        | Sappada              | Italia    | 10 km TL    | Torgny Mogren                                                             | Henrik Forsberg                                                            | Vladimir Smirnov                                                          |
| 8 gennaio 1995                          | Östersund            | Svezia    | 30 km TL    | Bjørn Dæhlie                                                              | Aleksej Prokurorov                                                         | Thomas Alsgaard                                                           |
| 14 gennaio 1995                         | Nové Město na Moravě | Rep. Ceca | 15 km TC    | Harri Kirvesniemi                                                         | Jari Isometsä                                                              | Silvio Fauner                                                             |
| 15 gennaio 1995                         | Nové Město na Moravě | Rep. Ceca | 4x10 km TC  | Finlandia Karri Hietamäki Jari Isometsä Harri Kirvesniemi Mika Myllylä    | Svezia Mathias Fredriksson Niklas Jonsson Christer Majbäck Henrik Forsberg | Italia Fabio Maj Silvio Fauner Gaudenzio Godioz Marco Albarello           |
| 27 gennaio 1995                         | Lahti                | Finlandia | 15 km TL    | Vladimir Smirnov                                                          | Bjørn Dæhlie                                                               | Jari Isometsä                                                             |
| 29 gennaio 1995                         | Lahti                | Finlandia | 15 km TC    | Vladimir Smirnov                                                          | Jari Isometsä                                                              | Bjørn Dæhlie                                                              |
| 4 febbraio 1995                         | Falun                | Svezia    | 30 km TC    | Bjørn Dæhlie                                                              | Silvio Fauner                                                              | Vladimir Smirnov                                                          |
| 5 febbraio 1995                         | Falun                | Svezia    | 4x10 km TL  | Norvegia I Sture Sivertsen Terje Langli Bjørn Dæhlie Thomas Alsgaard      | Finlandia Jari Räsänen Jukka Hartonen Jari Isometsä Mika Myllylä           | Svezia Mathias Fredriksson Anders Bergström Lars Håland Henrik Forsberg   |
| 7 febbraio 1995                         | Hamar                | Norvegia  | 4x5,5 km TL | Italia Maurizio Pozzi Gaudenzio Godioz Fabio Maj Silvio Fauner            | Finlandia Jari Isometsä Mika Myllylä Jukka Hartonen Jari Räsänen           | Germania ?                                                                |
| 11 febbraio 1995                        | Oslo                 | Norvegia  | 50 km TC    | Vladimir Smirnov                                                          | Aleksej Prokurorov                                                         | Michail Botvinov                                                          |
| 12 febbraio 1995                        | Oslo                 | Norvegia  | 4x5 km      | Finlandia Karri Hietamäki Harri Kirvesniemi Mika Kuusisto Sami Repo       | Svezia Mathias Fredriksson Niklas Jonsson Torgny Mogren Henrik Forsberg    | Norvegia I Sture Sivertsen Erling Jevne Bjørn Kristiansen Thomas Alsgaard |
| Campionati mondiali di sci nordico 1995 |                      |           |             |                                                                           |                                                                            |                                                                           |
| 9 marzo 1995                            | Thunder Bay          | Canada    | 30 km TC    | Vladimir Smirnov                                                          | Bjørn Dæhlie                                                               | Aleksej Prokurorov                                                        |
| 11 marzo 1995                           | Thunder Bay          | Canada    | 10 km TC    | Vladimir Smirnov                                                          | Bjørn Dæhlie                                                               | Mika Myllylä                                                              |
| 13 marzo 1995                           | Thunder Bay          | Canada    | 25 km PU    | Vladimir Smirnov                                                          | Silvio Fauner                                                              | Jari Isometsä                                                             |
| 17 marzo 1995                           | Thunder Bay          | Canada    | 4x10 km     | Norvegia Sture Sivertsen Erling Jevne Bjørn Dæhlie Thomas Alsgaard        | Finlandia Karri Hietamäki Harri Kirvesniemi Jari Räsänen Jari Isometsä     | Italia Fulvio Valbusa Marco Albarello Fabio Maj Silvio Fauner             |
| 19 marzo 1995                           | Thunder Bay          | Canada    | 50 km TL    | Silvio Fauner                                                             | Bjørn Dæhlie                                                               | Vladimir Smirnov                                                          |
| 24 marzo 1995                           | Sapporo              | Giappone  | 4x10 km     | Norvegia Vegard Ulvang Bjørn Dæhlie Kristen Skjeldal Thomas Alsgaard      | Italia Marco Albarello Silvio Fauner Gaudenzio Godioz Fabio Maj            | Finlandia Mika Kuusisto Harri Kirvesniemi Sami Repo Jari Isometsä         |
| 25 marzo 1995                           | Sapporo              | Giappone  | 15 km TL    | Bjørn Dæhlie                                                              | Vladimir Smirnov                                                           | Thomas Alsgaard                                                           |

Legenda:

TC = tecnica classica

TL = tecnica libera

PU = inseguimento

### Classifiche

#### Generale
| Pos. | Nome               | Nazione    | Punti |
| ---- | ------------------ | ---------- | ----- |
| 1    | Bjørn Dæhlie       | Norvegia   | 930   |
| 2    | Vladimir Smirnov   | Kazakistan | 866   |
| 3    | Silvio Fauner      | Italia     | 591   |
| 4    | Aleksej Prokurorov | Russia     | 572   |
| 5    | Jari Isometsä      | Finlandia  | 525   |
| 6    | Thomas Alsgaard    | Norvegia   | 429   |
| 7    | Harri Kirvesniemi  | Finlandia  | 363   |
| 8    | Mika Myllylä       | Finlandia  | 340   |
| 9    | Torgny Mogren      | Svezia     | 330   |
| 10   | Michail Botvinov   | Russia     | 269   |

## Donne

### Risultati
| Data                                    | Località             | Nazione   | Spec.     | Prima                                                                | Seconda                                                                       | Terza                                                                        |
| --------------------------------------- | -------------------- | --------- | --------- | -------------------------------------------------------------------- | ----------------------------------------------------------------------------- | ---------------------------------------------------------------------------- |
| 27 novembre 1994                        | Kiruna               | Svezia    | 5 km TC   | Elena Välbe                                                          | Nina Gavryljuk                                                                | Trude Dybendahl                                                              |
| 14 dicembre 1994                        | Tauplitzalm          | Austria   | 10 km TC  | Elena Välbe                                                          | Nina Gavryljuk                                                                | Ol'ga Danilova                                                               |
| 17 dicembre 1994                        | Sappada              | Italia    | 15 km TL  | Elena Välbe                                                          | Ol'ga Zav'jalova                                                              | Nina Gavryljuk                                                               |
| 18 dicembre 1994                        | Sappada              | Italia    | 4x5 km TL | Russia I                                                             | Russia II                                                                     | Norvegia                                                                     |
| 20 dicembre 1994                        | Sappada              | Italia    | 5 km TL   | Nina Gavryljuk                                                       | Elena Välbe                                                                   | Ol'ga Zav'jalova                                                             |
| 7 gennaio 1995                          | Östersund            | Svezia    | 30 km TL  | Elena Välbe                                                          | Stefania Belmondo                                                             | Nina Gavryljuk                                                               |
| 14 gennaio 1995                         | Nové Město na Moravě | Rep. Ceca | 15 km TC  | Elena Välbe                                                          | Larisa Lazutina                                                               | Nina Gavryljuk                                                               |
| 15 gennaio 1995                         | Nové Město na Moravě | Rep. Ceca | 4x5 km TC | Russia Ol'ga Danilova Nina Gavryljuk Larisa Lazutina Elena Välbe     | Norvegia Inger Helene Nybråten Marit Mikkelsplass Kari Uglem Maj Helen Sorkmo | Finlandia Pirkko Määttä Merja Lahtinen Annette Kullman Tuulikki Pyykkönen    |
| 28 gennaio 1995                         | Lahti                | Finlandia | 4x5 km TL | Russia I Ol'ga Zav'jalova Nina Gavryljuk Larisa Lazutina Elena Välbe | Norvegia Anita Moen Elin Nilsen Trude Dybendahl Bente Skari                   | Italia Sabina Valbusa Guidina Dal Sasso Gabriella Paruzzi Stefania Belmondo  |
| 28 gennaio 1995                         | Lahti                | Finlandia | 10 km TC  | Inger Helene Nybråten                                                | Marit Mikkelsplass                                                            | Larisa Lazutina                                                              |
| 4 febbraio 1995                         | Falun                | Svezia    | 10 km TC  | Nina Gavryljuk                                                       | Elena Välbe                                                                   | Larisa Lazutina                                                              |
| 5 febbraio 1995                         | Falun                | Svezia    | 10 km TL  | Elena Välbe                                                          | Nina Gavryljuk                                                                | Larisa Lazutina                                                              |
| 7 febbraio 1995                         | Hamar                | Norvegia  | 4x3 km TL | Russia Ol'ga Danilova Nina Gavryljuk Larisa Lazutina Elena Välbe     | Norvegia Anita Moen Elin Nilsen Bente Skari Trude Dybendahl                   | Italia Sabina Valbusa Guidina Dal Sasso Cristina Paluselli Stefania Belmondo |
| 11 febbraio 1995                        | Oslo                 | Norvegia  | 30 km TC  | Larisa Lazutina                                                      | Anita Moen                                                                    | Ol'ga Danilova                                                               |
| 12 febbraio 1995                        | Oslo                 | Norvegia  | 4x5 km    | Russia I Ol'ga Danilova Larisa Lazutina Nina Gavryljuk Elena Välbe   | Norvegia I Marit Mikkelsplass Inger Helene Nybråten Elin Nilsen Anita Moen    | Russia II Natal'ja Baranova Elena Šalina Ol'ga Zav'jalova Natal'ja Martynova |
| Campionati mondiali di sci nordico 1995 |                      |           |           |                                                                      |                                                                               |                                                                              |
| 10 marzo 1995                           | Thunder Bay          | Canada    | 15 km TC  | Larisa Lazutina                                                      | Elena Välbe                                                                   | Inger Helene Nybråten                                                        |
| 12 marzo 1995                           | Thunder Bay          | Canada    | 5 km TC   | Larisa Lazutina                                                      | Nina Gavryljuk                                                                | Manuela Di Centa                                                             |
| 14 marzo 1995                           | Thunder Bay          | Canada    | 25 km PU  | Larisa Lazutina                                                      | Nina Gavryljuk                                                                | Ol'ga Danilova                                                               |
| 17 marzo 1995                           | Thunder Bay          | Canada    | 4x5 km    | Russia Ol'ga Danilova Larisa Lazutina Elena Välbe Nina Gavryljuk     | Norvegia Marit Mikkelsplass Inger Helene Nybråten Elin Nilsen Anita Moen      | Svezia Anna Frithioff Marie-Helene Östlund Antonina Ordina Anette Fanqvist   |
| 18 marzo 1995                           | Thunder Bay          | Canada    | 30 km TL  | Elena Välbe                                                          | Manuela Di Centa                                                              | Antonina Ordina                                                              |
| 25 marzo 1995                           | Sapporo              | Giappone  | 15 km TL  | Elena Välbe                                                          | Larisa Lazutina                                                               | Nina Gavryljuk                                                               |
| 26 marzo 1995                           | Sapporo              | Giappone  | 4x5 km    | Russia Nina Gavryljuk Larisa Lazutina Natal'ja Martynova Elena Välbe | Norvegia Trude Dybendahl Inger Helene Nybråten Marit Mikkelsplass Elin Nilsen | Svezia Anna Frithioff Marie-Helene Östlund Antonina Ordina Anette Fanqvist   |

Legenda:

TC = tecnica classica

TL = tecnica libera

PU = inseguimento

### Classifiche

#### Generale
| Pos. | Nome                  | Nazione  | Punti |
| ---- | --------------------- | -------- | ----- |
| 1    | Elena Välbe           | Russia   | 1060  |
| 2    | Nina Gavryljuk        | Russia   | 840   |
| 3    | Larisa Lazutina       | Russia   | 785   |
| 4    | Ol'ga Danilova        | Russia   | 547   |
| 5    | Ol'ga Zav'jalova      | Russia   | 395   |
| 6    | Inger Helene Nybråten | Norvegia | 386   |
| 7    | Stefania Belmondo     | Italia   | 377   |
| 8    | Marit Mikkelsplass    | Norvegia | 361   |
| 9    | Anita Moen            | Norvegia | 295   |
| 10   | Trude Dybendahl       | Norvegia | 290   |